# Ulak Bandung (Pajar Bulan)
Ulak Bandung is een bestuurslaag in het regentschap Lahat van de provincie Zuid-Sumatra, Indonesië. Ulak Bandung telt 725 inwoners (volkstelling 2010).